# Pedra de Singapura
A Pedra de Singapura é um fragmento de uma grande laje de arenito originalmente localizada na foz do rio Singapura. A grande laje, a qual se supõe datar no máximo do século XIII e ao menos dos séculos X e XI, apresenta uma inscrição ainda não decifrada. As teorias mais recentes sugerem que seja algo da antiga língua javanesa ou do sânscrito. É provável que quem tenha feito a inscrição seja de Sumatra. Essa laje foi explodida em 1843 para limpar e alargar a passagem na foz do rio para criar espaço para um forte e residência de seu comandante.
A laje pode estar ligada à história lendária do homem forte do século XIV, Badang, do qual se diz ter jogado uma pedra enorme sobre a foz do rio Singapura. Com a morte de Badang, o Rajah enviou dois pilares de pedra a serem levantados sobre a sua sepultura "no ponto do Estreito de Singapura".
A pedra, hoje parte do acervo do Museu Nacional de Singapura, foi designada em janeiro de 2006 como como um dos 11 "tesouros nacionais" e pelo National Heritage Board de Singapura como um dos 12 melhores artefatos parte de coleções de seus museus .

## Descoberta

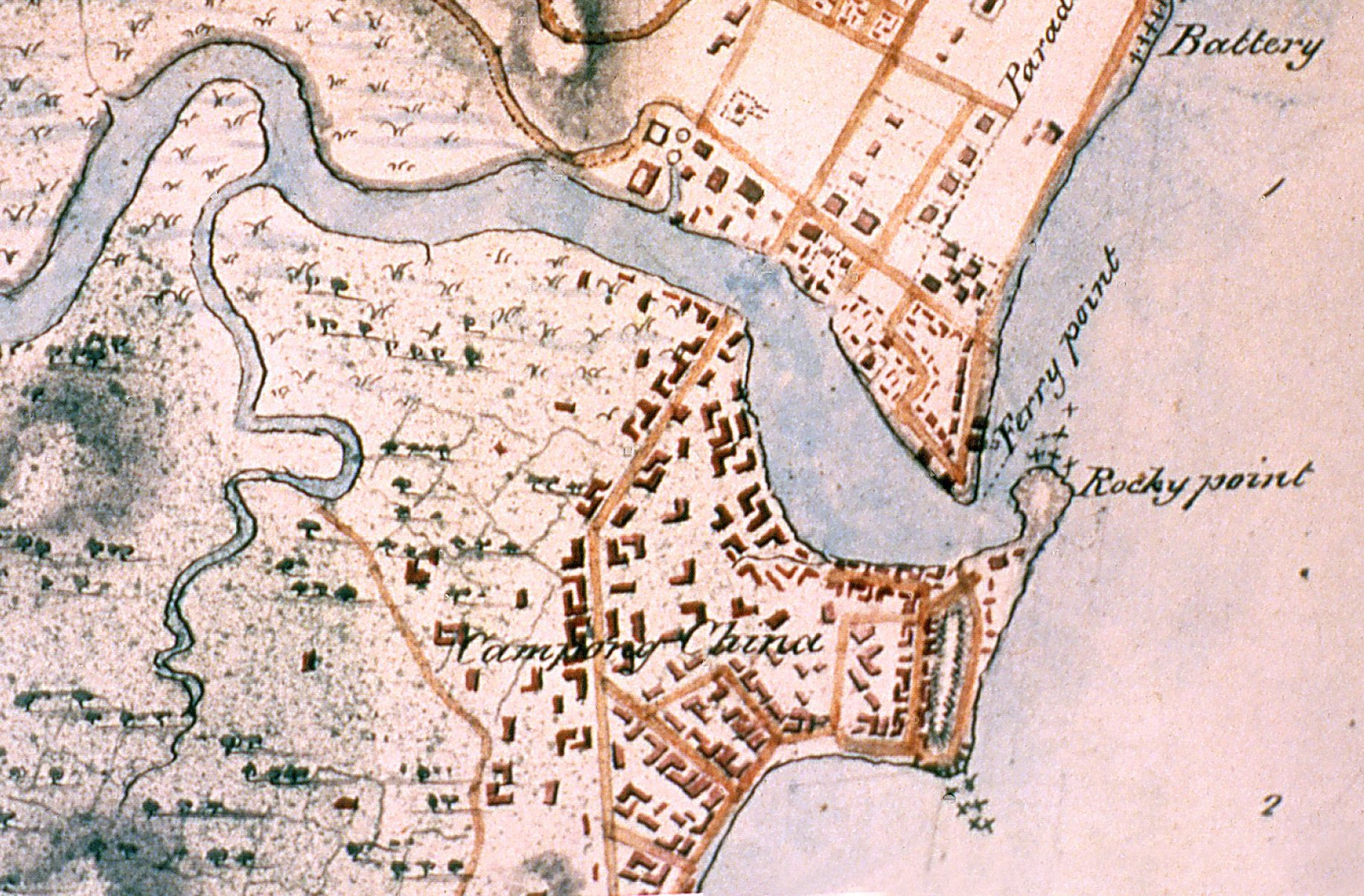
Mapa de Singapura de 1825 mostrando o ponto rochoso na foz do rio Singapura onde a pedra se encontrava

Em junho de 1819, poucos meses a chegada de Sir Stamford Raffles (1781-1826) em Singapura, uma laje de arenito com cerca de 10 pés (3 metros) de rio Rio de Singapura, num ponto chamado “Rocky Point”, num promontório, ponto de atilharia Fort Fullerton e do Gabinete do 'Master Attendant' (em 1972, ali foi construída uma estátua do monstro imaginário chamado Merlion, que mais tarde foi transferida para a Cidade de Singapura). De acordo com o Jornal da Sociedade Asiática de Bengala, o Dr. D. W. Montgomerie dissera que a rocha fora trazida à luz por marinheiros bengalis sob o comando do Capitão Flint, da Real Marinha Britânica, que a encontraram na ponta rochosa no lado sul do rio Singapura.
A laje apresentava cerca de 50 a 52 linhas, mas naquela época o significado da inscrição já era desconhecido pelos ilhéus
.

### Aparência
John Crawfurd (1783–1868), que residiu em Singapura, descreveu a pedra em seu diário de 3 de fevereiro de 1822, como sendo uma massa bruta de pedra partida em duas metades e que a inscrição mal era visível, sendo os caracteres mais para redondos do que quadrados.
James Prinsep (1799–1840), um estudioso e antiquário anglo-indiano publicou em 1837 no Journal of the Asiatic Society of Bengal um escrito de um tal Dr. William Bland, do navio “HMS Wolf”, que dizia ter feito um fascímile no qual se via uma pedra de arenito vermelho, a qual apresentava 50 linhas de inscrições incompletas.
Os caracteres tinham forma arredondada com aproximadamente 3/4" (1.9 cm) de tamanho.

### Destruição

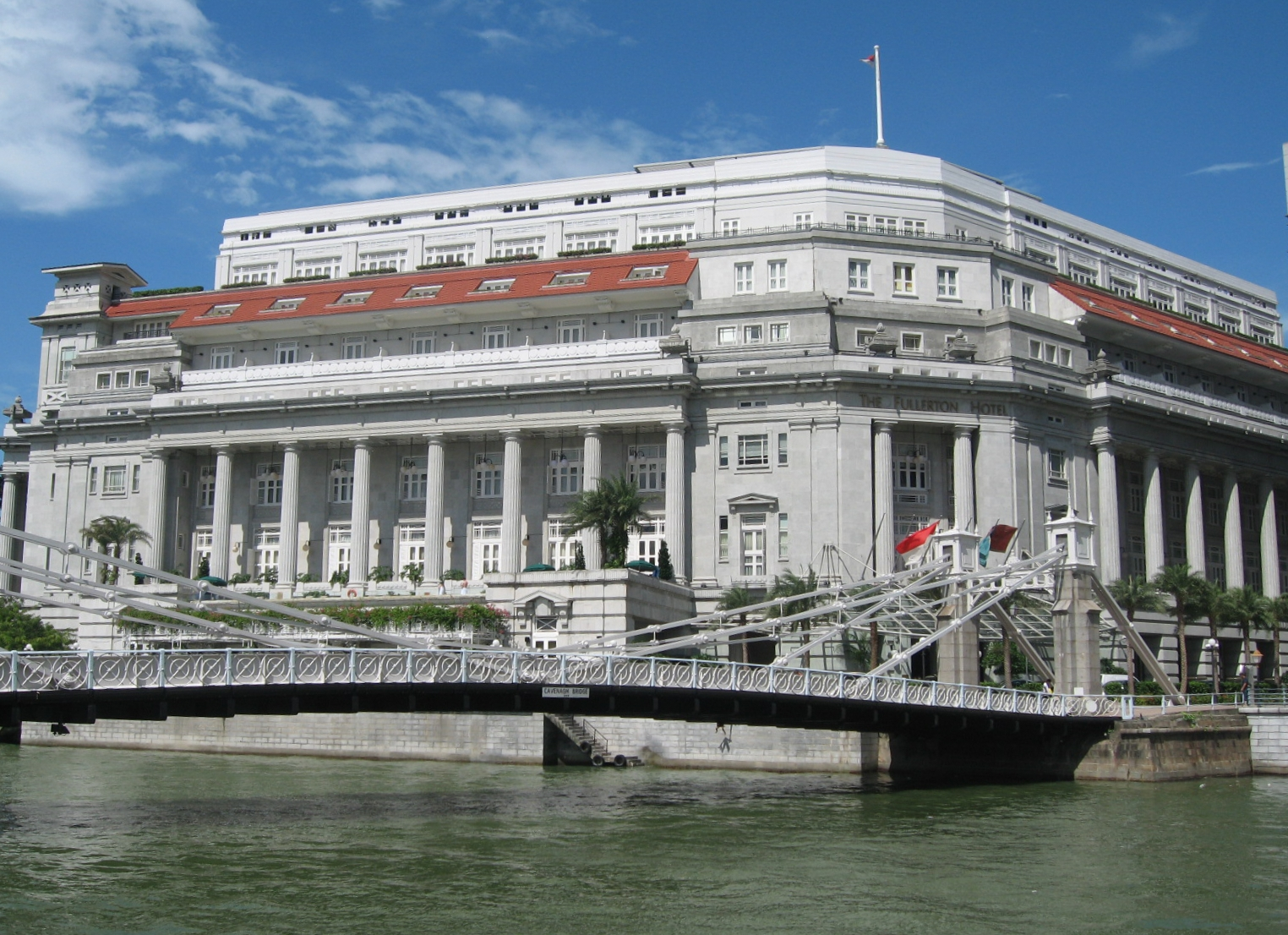
Hotel Fullerton de Singapura, que se situa nas proximidades do local onde a Pedra de Singapura foi encontrada.

Em janeiro de 1843, por ordens do capitão D.H. Stevenson, a laje foi destruída por explosão para liberar a passagem no rio Singapura e abrir espaço para o Forte Fullerton e os quartéis de comando. Algumas fontes afirmam que o Superintendente de Obras Públicas, George Drumgoole Coleman, foi o responsável pela destruição, embora ele nem estivesse em Singapura naquele momento. Conforme a tradução de A.H. Hill do Hikayat Abdullah: O Sr. Coleman foi um engenheiro de Singapura que destruiu a pedra; um uma grande lástima, e na minha opinião foi algo bem impróprio de se feito, algo impulsionado por seu capricho e falta de consideração. Destruiu a rocha por não percebeu sua importância. Talvez não cuidou de perceber quem um homem mais astuto poderia extrair os segredos dela... como dizem os malaios "Se não podes melhorar as coisas não as destruas". Hill observa que a demolição foi feita sob ordens do Capitão Stevenson , que trabalhou como engenheiro em janeiro de 1843, não Coleman, que estava ausente em Cingapura no momento . Segundo Hill. Conforme Hill, "É interessante notar que não são mencionados nomes na tradução de Thomson nessa passagem. Parece que Abdullah inseriu o nome de Coleman por engano, quando ele revisou seu manuscrito para publicação". O tenente-coronel James Low após o fato recolheu alguns fragmentos da laje e os enviou para o museu da Real Sociedade Asiática, Calcutá (hoje Museu da Índia]]) para análise, os quais chegaram em junho de 1848.
Conforme W.H. Read, que chegou em Singapura, em 1841, um grande bloco foi abandonado em Forte Canning até ser mais tarde destruído para se fazer cascalho para uma estrada.
Em 1918, o Comitê de Administração do Museu Raffles solicitou à Biblioteca do Museu Real Sociedade Asiática o retorno de fragmentos de rocha. Foi devolvido, porém, apenas um deles, aquele agora conhecido como a "pedra de Cingapura.

## Decifração
Alguns estudiosos tentaram decifrar as inscrições:
- Sir. S. Raffles disse que poderia ser uma forma de escrita hindu.
- William Bland e James Prinsep disseram que poderia ser uma forma da escrita Cingalesa ou mesmo Pali.
- Peter James disse que poderia ser um texto Tâmil.
- J.W. Laidlay disse que poderia ser um texto Kawi.
- Johan Hendrik Caspar Kern e  outros concluíram que poderia ser algo como Javanês antigo ou Sânscrito.

### Artigos
- Bland, W. (William) (1837). «Inscription on the Jetty at Singapore». Journal of the Asiatic Society of Bengal. 6: 680–682, reprinted in vol. 1 of Rost, Reinhold (ed.) (1886). Miscellaneous Papers Relating to Indo-China : Reprinted for the Straits Branch of the Royal Asiatic Society, from Dalrymple's 'Oriental Repertory' and the 'Asiatic Researches' and 'Journal' of the Asiatic Society of Bengal (Trübner's Oriental Series). 1. London: Kegan Paul, Trench, Trübner & Co. pp. 218–219 This two-volume work was reprinted by Routledge in 2000.
- Prinsep, James (1848). «Inscription at Singapore». Journal of the Asiatic Society of Bengal. xvii: 154 f., reprinted in Miscellaneous Papers Relating to Indo-China, above, vol. 1 at 222–223.
- Low, James (1848). «An Account of Several Inscriptions Found in Province Wellesley, on the Peninsula of Malacca». Journal of the Asiatic Society of Bengal. xvii (ii): 62–66, reprinted in Miscellaneous Papers Relating to Indo-China, above, vol. 1 at 223–226.
- Laidlay, J.W. (1848). «Note on the Inscriptions from Singapore and Province Wellesley Forwarded by the Hon. Col Butterworth and Col J. Low». Journal of the Asiatic Society of Bengal. 17 (2), reprinted in Miscellaneous Papers Relating to Indo-China, above, vol. 1 at 227–232.
- Rouffaer, G.P. (1921). «Was Malakka emporium voor 1400 A.D. genaamd Malajoer? En waar lag Woerawari, Ma-Hasin, Langka, Batoesawar? [Was the Trading Post of Malacca Named Malajoer before 1400 A.D.? And where were Woerawari, Ma-Hasin, Langka, Batoesawar?]». Bijdragen tot de Taal-, Land- en Volkenkunde van Nederlandsch-Indie [Contributions to the Linguistics, Geography and Anthropology of the Dutch East Indies]. 77 (1): 58.
- Cornelius-Takahama, Vernon (30 de março de 2000). «The Singapore Stone». Singapore Infopedia, National Library, Singapore. Consultado em 13 de julho de 2007. Arquivado do original em 12 de junho de 2007
- «Singapore Stone». Singapore Paranormal Investigators. 2000–2005. Consultado em 13 de julho de 2007. Arquivado do original em 23 de junho de 2007